# Fusillade de l'université du Texas
La fusillade de l'université du Texas s'est déroulée le 1er août 1966 sur le campus de l'université du Texas à Austin.
Après avoir tué sa mère et sa femme la veille, cette dernière ayant été poignardée pendant son sommeil, Charles Whitman, un ancien Marine, prend des fusils et d'autres armes et s'installe dans la tour du bâtiment principal de l'université duquel il domine le campus. Il tire sur des personnes au hasard. Après une heure et demie, il a abattu 17 personnes et en a blessé 31 autres.
La fusillade se termine lorsqu'un policier et un civil parviennent à tuer Whitman.

## Charles Whitman
Charles Whitman, 25 ans, étudie l'architecture. En 1961, Whitman est admis à l'Université du Texas à Austin avec une bourse du Naval Enlisted Science Education Program:19. Pendant ses années d'études, il rencontre et épouse sa femme, Kathleen. Whitman a des difficultés, de mauvais notes et perd sa bourse en 1963. Avant l'attaque, il voit quelqu'un concernant ses « pulsions violentes », dont une inclut de tuer des gens depuis une tour. L'autopsie fait après son décès révèle une tumeur au niveau de l'hypothalamus.

## Chronologie

### Meurtres de Margaret et Kathy Whitman
Whitman tue sa mère, Margret Whitman, et sa femme, Kathleen Whitman:53,, entre minuit et trois heures du matin le 1er août. Dans un mot, il dit son amour pour les deux femmes, avouant qu'il les a tuées pour leur épargner une humiliation future et - dans le cas de sa mère - de souffrir.
Plus tard ce matin-là, Whitman achète une carabine M1, deux chargeurs, et huit boîtes de munitions, disant au caissier qu'il part chasser le sanglier:32. À l'armurerie, il achète quatre autres chargeurs de carabine, six nouvelles boîtes de munitions et un bidon de solvant pour pistolet. Chez Sears, il se procure un fusil de chasse semi-automatique modèle 60 calibre 12 avant de rentrer chez lui.
Whitman scie le canon du fusil de chasse, puis le met dans son sac avec un autre fusil Remington 700, un fusil à pompe de calibre .35, une carabine calibre .30 (M1), un Luger de 9 mm, un pistolet Galesia-Brescia de calibre .25, un revolver Smith & Wesson Model 19 .357 Magnum et plus de 700 cartouches. Il empaquette aussi de la nourriture, du café, des vitamines, de la Dexedrine, de l'Excedrin, des bouchons d'oreilles, une bouteille d'eau, des allumettes, du liquide pour briquet, de la corde, des jumelles, une machette, trois couteaux, une radio à transistor, du papier toilette, un rasoir, et une bouteille de déodorant:31.

### Arrivée sur le campus
Vers 11 h 25 environ:31, Whitman arrive à l'Université du Texas à Austin où il présente une fausse carte d'assistant de recherche pour avoir accès au stationnement:31. Entrant dans le bâtiment principal, il découvre que l’ascenseur ne fonctionne pas. Une employée nommée Vera Palmer l'active pour lui ; il la remercie et ajoute « Vous n'imaginez pas à quel point cela me rend heureux »:31.
Sortant de l'ascenseur au 27e étage, il hisse son chariot et son équipement jusqu'à un escalier menant à un couloir qui le mène jusqu'aux salles qui bordent la terrasse d'observation:126. Là, il croise la réceptionniste Edna Townsley.

### Victimes
| Nom                     | Âge | M/F | Tué/blessé |                                             | Commentaire |
| ----------------------- | --- | --- | ---------- | ------------------------------------------- | --- |
| Edna Elizabeth Townsley | 51  | F   | Tuée       | Réceptionniste de la terrasse d’observation | Whitman frappe Townsley à l'arrière du crâne avec la crosse de son fusil puis la frappe au dessus de l’œil gauche avant de la traîner derrière le canapé. |
| Mike Gabour             | 19  | M   | Blessé     | Cadet de l'United States Air Force Academy  | M. J. Gabour, sa femme Frances et leurs deux fils, Mike et Mark sont à Austin pour rendre visite à la sœur de M. J., Marguerite Lamport et son époux, William Lamport. Vers 11h45, ils sont en train de monter les marches en direction du 27e étage lorsqu'ils arrivent devant le bureau mis par Whitman devant la réception de la terrasse. Alors que Mike et Mark passent par-dessus, Whitman arrive et tire, touchant Mike à l'épaule et Mark à la tête avant de diriger son tir vers les escaliers, touchant Marguerite et Mary Frances. M. J. et William, étant plus bas dans les escaliers, ne sont pas touchés par les tirs et viennent en aide à leur famille. Whitman tue alors Townsley d'une balle dans la tête avant de quitter la pièce pour la terrasse:135. Les blessures de Mike l'empêchent de finir sa formation à l'Académie et Mary Frances termine paralysée et aveugle. |
| Martin "Mark" Gabour    | 16  | M   | Tué        | Étudiant                                    | M. J. Gabour, sa femme Frances et leurs deux fils, Mike et Mark sont à Austin pour rendre visite à la sœur de M. J., Marguerite Lamport et son époux, William Lamport. Vers 11h45, ils sont en train de monter les marches en direction du 27e étage lorsqu'ils arrivent devant le bureau mis par Whitman devant la réception de la terrasse. Alors que Mike et Mark passent par-dessus, Whitman arrive et tire, touchant Mike à l'épaule et Mark à la tête avant de diriger son tir vers les escaliers, touchant Marguerite et Mary Frances. M. J. et William, étant plus bas dans les escaliers, ne sont pas touchés par les tirs et viennent en aide à leur famille. Whitman tue alors Townsley d'une balle dans la tête avant de quitter la pièce pour la terrasse:135. Les blessures de Mike l'empêchent de finir sa formation à l'Académie et Mary Frances termine paralysée et aveugle. |
| Marguerite Lamport      | 45  | F   | Tuée       |                                             | M. J. Gabour, sa femme Frances et leurs deux fils, Mike et Mark sont à Austin pour rendre visite à la sœur de M. J., Marguerite Lamport et son époux, William Lamport. Vers 11h45, ils sont en train de monter les marches en direction du 27e étage lorsqu'ils arrivent devant le bureau mis par Whitman devant la réception de la terrasse. Alors que Mike et Mark passent par-dessus, Whitman arrive et tire, touchant Mike à l'épaule et Mark à la tête avant de diriger son tir vers les escaliers, touchant Marguerite et Mary Frances. M. J. et William, étant plus bas dans les escaliers, ne sont pas touchés par les tirs et viennent en aide à leur famille. Whitman tue alors Townsley d'une balle dans la tête avant de quitter la pièce pour la terrasse:135. Les blessures de Mike l'empêchent de finir sa formation à l'Académie et Mary Frances termine paralysée et aveugle. |
| Mary Frances Gabour     |     | F   | Blessée    |                                             | M. J. Gabour, sa femme Frances et leurs deux fils, Mike et Mark sont à Austin pour rendre visite à la sœur de M. J., Marguerite Lamport et son époux, William Lamport. Vers 11h45, ils sont en train de monter les marches en direction du 27e étage lorsqu'ils arrivent devant le bureau mis par Whitman devant la réception de la terrasse. Alors que Mike et Mark passent par-dessus, Whitman arrive et tire, touchant Mike à l'épaule et Mark à la tête avant de diriger son tir vers les escaliers, touchant Marguerite et Mary Frances. M. J. et William, étant plus bas dans les escaliers, ne sont pas touchés par les tirs et viennent en aide à leur famille. Whitman tue alors Townsley d'une balle dans la tête avant de quitter la pièce pour la terrasse:135. Les blessures de Mike l'empêchent de finir sa formation à l'Académie et Mary Frances termine paralysée et aveugle. |
| Claire Wilson           | 18  | F   | Blessée    | Étudiante                                   | À 11h48, Whitman commence à tirer depuis la terrasse d'observation qui se situe à 70 m du sol, visant les personnes sur le campus et dans la Guadalupe Street. Wilson est la première personne touchée par Whitman depuis la tour. Elle et Eckman quittent l'Union étudiante lorsque Wilson, enceinte de six mois, est touchée à l'abdomen, le coup tuant son bébé. Alors qu'Eckman court à son secours, il est touché à la poitrine et meurt sur le coup. Une passante, Rita Starpattern s'allonge près de Wilson pendant près d'une heure, la réconfortant et la gardant consciente. James Love, John "Artly" Fox et d'autres personnes quittent leur refuge (alors que Whitman tire toujours) pour emmener Wilson en sécurité et récupérer le corps d'Eckman,. Wilson passera près de trois mois à l'hôpital.                                                                               |
| Baby Boy Wilson         |     | M   | Tué        | Enfant à naître                             | À 11h48, Whitman commence à tirer depuis la terrasse d'observation qui se situe à 70 m du sol, visant les personnes sur le campus et dans la Guadalupe Street. Wilson est la première personne touchée par Whitman depuis la tour. Elle et Eckman quittent l'Union étudiante lorsque Wilson, enceinte de six mois, est touchée à l'abdomen, le coup tuant son bébé. Alors qu'Eckman court à son secours, il est touché à la poitrine et meurt sur le coup. Une passante, Rita Starpattern s'allonge près de Wilson pendant près d'une heure, la réconfortant et la gardant consciente. James Love, John "Artly" Fox et d'autres personnes quittent leur refuge (alors que Whitman tire toujours) pour emmener Wilson en sécurité et récupérer le corps d'Eckman,. Wilson passera près de trois mois à l'hôpital.                                                                               |
| Thomas Frederick Eckman | 18  | M   | Tué        | Étudiant                                    | À 11h48, Whitman commence à tirer depuis la terrasse d'observation qui se situe à 70 m du sol, visant les personnes sur le campus et dans la Guadalupe Street. Wilson est la première personne touchée par Whitman depuis la tour. Elle et Eckman quittent l'Union étudiante lorsque Wilson, enceinte de six mois, est touchée à l'abdomen, le coup tuant son bébé. Alors qu'Eckman court à son secours, il est touché à la poitrine et meurt sur le coup. Une passante, Rita Starpattern s'allonge près de Wilson pendant près d'une heure, la réconfortant et la gardant consciente. James Love, John "Artly" Fox et d'autres personnes quittent leur refuge (alors que Whitman tire toujours) pour emmener Wilson en sécurité et récupérer le corps d'Eckman,. Wilson passera près de trois mois à l'hôpital.                                                                               |
| Robert Hamilton Boyer   | 33  | M   | Tué        | Mathématicien                               | Boyer, la troisième personne touchée, est atteint au bas du dos. Huffman, le suivant, prend une balle dans le bras et tombe à terre, faisant semblant d'être mort. La secrétaire Charlotte Darehshori se retrouve sous le feu alors qu'elle tente de venir en aide à Boyer et Huffman ; elle trouve refuge derrière un mât en béton pendant une heure et demi et n'est pas touchée. |
| Devereau Huffman        | 31  | M   | Blessé     | Doctorant                                   | Boyer, la troisième personne touchée, est atteint au bas du dos. Huffman, le suivant, prend une balle dans le bras et tombe à terre, faisant semblant d'être mort. La secrétaire Charlotte Darehshori se retrouve sous le feu alors qu'elle tente de venir en aide à Boyer et Huffman ; elle trouve refuge derrière un mât en béton pendant une heure et demi et n'est pas touchée. |
| David Mattson           | 22  | M   | Blessé     | Volontaires du Corps de la paix             | Mattson, Ehlke et Herman sont en route pour leur déjeuner lorsqu'une balle arrache une partie du poignet du premier. Ehlke est touché au bras par un shrapnel puis à la jambe par une balle lorsqu'il quitte son abri pour venir en aide à Mattson. Kelley est aussi touché à la jambe en aidant Mattson, Ehlke et Herman à trouver refuge dans son magasin:177-8. Ashton est abattu d'une balle dans la poitrine en allant rejoindre Mattson et Ehlke pour le déjeuner. |
| Roland Ehlke            | 21  | M   | Blessé     | Volontaires du Corps de la paix             | Mattson, Ehlke et Herman sont en route pour leur déjeuner lorsqu'une balle arrache une partie du poignet du premier. Ehlke est touché au bras par un shrapnel puis à la jambe par une balle lorsqu'il quitte son abri pour venir en aide à Mattson. Kelley est aussi touché à la jambe en aidant Mattson, Ehlke et Herman à trouver refuge dans son magasin:177-8. Ashton est abattu d'une balle dans la poitrine en allant rejoindre Mattson et Ehlke pour le déjeuner. |
| Tom Herman              |     | M   | Blessé     | Volontaires du Corps de la paix             | Mattson, Ehlke et Herman sont en route pour leur déjeuner lorsqu'une balle arrache une partie du poignet du premier. Ehlke est touché au bras par un shrapnel puis à la jambe par une balle lorsqu'il quitte son abri pour venir en aide à Mattson. Kelley est aussi touché à la jambe en aidant Mattson, Ehlke et Herman à trouver refuge dans son magasin:177-8. Ashton est abattu d'une balle dans la poitrine en allant rejoindre Mattson et Ehlke pour le déjeuner. |
| Thomas Aquinas Ashton   | 22  | M   | Tué        | Volontaires du Corps de la paix             | Mattson, Ehlke et Herman sont en route pour leur déjeuner lorsqu'une balle arrache une partie du poignet du premier. Ehlke est touché au bras par un shrapnel puis à la jambe par une balle lorsqu'il quitte son abri pour venir en aide à Mattson. Kelley est aussi touché à la jambe en aidant Mattson, Ehlke et Herman à trouver refuge dans son magasin:177-8. Ashton est abattu d'une balle dans la poitrine en allant rejoindre Mattson et Ehlke pour le déjeuner. |
| Homer J. Kelley         | 64  | M   | Blessé     | Commerçant                                  | Mattson, Ehlke et Herman sont en route pour leur déjeuner lorsqu'une balle arrache une partie du poignet du premier. Ehlke est touché au bras par un shrapnel puis à la jambe par une balle lorsqu'il quitte son abri pour venir en aide à Mattson. Kelley est aussi touché à la jambe en aidant Mattson, Ehlke et Herman à trouver refuge dans son magasin:177-8. Ashton est abattu d'une balle dans la poitrine en allant rejoindre Mattson et Ehlke pour le déjeuner. |
| Nancy Harvey            | 21  | F   | Blessée    | Étudiante                                   | Harvey et Evganides quittent la tour pour le déjeuner lorsqu'elles entendent des coups de feu. Elles retournent à l'intérieur où un gardien leur annonce qu'il est de nouveau sûr de quitter la tour. À moins de 100 yards de la tour, Harvey prend une balle dans la hanche ; Evganides est touchée à la jambe gauche avec la même balle, par un jeu de ricochet. |
| Ellen Evganides         |     | F   | Blessée    | Employée de l'université                    | Harvey et Evganides quittent la tour pour le déjeuner lorsqu'elles entendent des coups de feu. Elles retournent à l'intérieur où un gardien leur annonce qu'il est de nouveau sûr de quitter la tour. À moins de 100 yards de la tour, Harvey prend une balle dans la hanche ; Evganides est touchée à la jambe gauche avec la même balle, par un jeu de ricochet. |
| Aleck Hernandz          | 17  | M   | Blessé     | Lycéen                                      | Hernandez est touché à la jambe alors qu'il distribue les journaux sur sa bicyclette près de l'entrée du centre commercial. Peu après, Griffith est abattue de deux balles dans l'épaule et la poitrine, qui percent son poumon droit ; elle meurt sept jours plus tard. Karr est touché à la colonne vertébrale en venant en aide à Griffith ; il meurt environ une heure plus tard. |
| Karen Griffith          | 17  | F   | Tuée       | Lycéen                                      | Hernandez est touché à la jambe alors qu'il distribue les journaux sur sa bicyclette près de l'entrée du centre commercial. Peu après, Griffith est abattue de deux balles dans l'épaule et la poitrine, qui percent son poumon droit ; elle meurt sept jours plus tard. Karr est touché à la colonne vertébrale en venant en aide à Griffith ; il meurt environ une heure plus tard. |
| Thomas Ray Karr         | 24  | M   | Tué        | Étudiant                                    | Hernandez est touché à la jambe alors qu'il distribue les journaux sur sa bicyclette près de l'entrée du centre commercial. Peu après, Griffith est abattue de deux balles dans l'épaule et la poitrine, qui percent son poumon droit ; elle meurt sept jours plus tard. Karr est touché à la colonne vertébrale en venant en aide à Griffith ; il meurt environ une heure plus tard. |
| David Hubert Gunby      | 23  | M   | Tué        | Étudiant                                    | Vers 11h55, Gunby revient de la bibliothèque lorsqu'il est atteint par une balle qui entre par son bras gauche, traverse son abdomen et finit dans son intestin grêle. Les Littlefield, mariés depuis neuf jours, quittent la tour lorsque Brenda est touchée à la hanche ; Adrian, lui, est touché dans le bas du dos en se penchant vers elle. Peu après, ils sont sauvés par une voiture blindée. Pendant l'opération, il est découvert que Gunby ne possède qu'un seul rein fonctionnel qui a été sévèrement endommagé. ; il passe le reste de sa vie avec de grandes douleurs. En 2001, il meurt une semaine après avoir arrêté la dialyse. Sa mort est officiellement considérée comme un meurtre. |
| Branda Littlefield      | 18  | F   | Blessée    |                                             | Vers 11h55, Gunby revient de la bibliothèque lorsqu'il est atteint par une balle qui entre par son bras gauche, traverse son abdomen et finit dans son intestin grêle. Les Littlefield, mariés depuis neuf jours, quittent la tour lorsque Brenda est touchée à la hanche ; Adrian, lui, est touché dans le bas du dos en se penchant vers elle. Peu après, ils sont sauvés par une voiture blindée. Pendant l'opération, il est découvert que Gunby ne possède qu'un seul rein fonctionnel qui a été sévèrement endommagé. ; il passe le reste de sa vie avec de grandes douleurs. En 2001, il meurt une semaine après avoir arrêté la dialyse. Sa mort est officiellement considérée comme un meurtre. |
| Adrian Littlefield      | 19  | M   | Blessé     |                                             | Vers 11h55, Gunby revient de la bibliothèque lorsqu'il est atteint par une balle qui entre par son bras gauche, traverse son abdomen et finit dans son intestin grêle. Les Littlefield, mariés depuis neuf jours, quittent la tour lorsque Brenda est touchée à la hanche ; Adrian, lui, est touché dans le bas du dos en se penchant vers elle. Peu après, ils sont sauvés par une voiture blindée. Pendant l'opération, il est découvert que Gunby ne possède qu'un seul rein fonctionnel qui a été sévèrement endommagé. ; il passe le reste de sa vie avec de grandes douleurs. En 2001, il meurt une semaine après avoir arrêté la dialyse. Sa mort est officiellement considérée comme un meurtre. |
| Claudia Rutt            | 18  | F   | Tuée       |                                             | Rutt et son compagnon Sonntag viennent de croiser Wheeler lorsqu'ils entendent les coups de feu. Ils trouvent refuge derrière une barricade mais lorsque Sonntag se relève, il est touché à la bouche et meurt sur le coup:171. Rutt essaye de lui venir en aide et alors que Wheeler tente de l'en empêcher, une balle lui traverse la main gauche et touche Rutt à la poitrine. |
| Paul Bolton Sonntag     | 18  | M   | Tué        |                                             | Rutt et son compagnon Sonntag viennent de croiser Wheeler lorsqu'ils entendent les coups de feu. Ils trouvent refuge derrière une barricade mais lorsque Sonntag se relève, il est touché à la bouche et meurt sur le coup:171. Rutt essaye de lui venir en aide et alors que Wheeler tente de l'en empêcher, une balle lui traverse la main gauche et touche Rutt à la poitrine. |
| Carla Sue Wheeler       | 18  | F   | Blessée    |                                             | Rutt et son compagnon Sonntag viennent de croiser Wheeler lorsqu'ils entendent les coups de feu. Ils trouvent refuge derrière une barricade mais lorsque Sonntag se relève, il est touché à la bouche et meurt sur le coup:171. Rutt essaye de lui venir en aide et alors que Wheeler tente de l'en empêcher, une balle lui traverse la main gauche et touche Rutt à la poitrine. |
| Roy Dell Schmidt        | 29  | M   | Tué        | Électricien                                 | Schmidt trouve refuge avec d'autres derrière sa voiture à environ 500 yards de la tour mais au bout de 30 minutes, il se relève en se pensant hors de portée et est touché à l'abdomen:173. Il est la victime se trouvant le plus loin de la tour à avoir été tué. |
| Billy Paul Speed        | 24  | M   | Tué        | Officier de police                          | À 12h08, Speed est avec un autre officier sous la balustrade décorative du centre commercial lorsqu'il est touché à travers un trou dans la maçonnerie. Il meurt peu après à l'hôpital. |
| Harry Walchuk           | 38  | M   | Tué        | Doctorant                                   | Vers midi, Walchuk quitte un magasin lorsqu'il est touché à la poitrine. |
| Billy Snowden           | 35  | M   | Blessé     | Entraîneur de basket                        | Snowden, se croyant trop loin de la tour, est touché à l'épaule alors qu'il se tient dans l'embrasure de la porte d'un barbier. |
| Sandra Wilson           | 21  | F   | Blessée    | Étudiante                                   | Wilson est touchée à la poitrine dans la Guadalupe Street. |
| Abdul Khashab           | 26  | M   | Blessé     | Étudiant                                    | Khashab, un étudiant étranger originaire d'Irak, Paulos, sa fiancée, sont touchés entre la Guadalupe Street et la 24e rue. |
| Jante Paulos            | 20  | F   | Blessée    | Étudiante                                   | Khashab, un étudiant étranger originaire d'Irak, Paulos, sa fiancée, sont touchés entre la Guadalupe Street et la 24e rue. |
| Lana Philips            | 21  | F   | Blessée    | Étudiante                                   | Philips se croit trop loin mais est touchée à l'épaule. |
| Oscar Royvela           | 21  | M   | Blessé     | Étudiant                                    | Payvela et Garcia, sa petite amie, sont touchés près de l'auditorium Hogg. Les étudiants Jack Stephens et Jack Pennington les portent jusqu'à un endroit sécurisé. |
| Irma Garcia             | 21  | F   | Blessée    | Étudiante                                   | Payvela et Garcia, sa petite amie, sont touchés près de l'auditorium Hogg. Les étudiants Jack Stephens et Jack Pennington les portent jusqu'à un endroit sécurisé. |
| Avelino Espara          | 26  | M   | Blessé     | Charpentier                                 | Une balle frappe Avelino au bras gauche, près de l'épaule, brisant l'os. Son oncle et son frère le mettent en sûreté. |
| Robert Heard            | 36  | M   | Blessé     | Journaliste                                 | Heard, journaliste et vétéran des Marines, est touché au bras. |
| John Scott Allen        | 18  | M   | Blessé     | Étudiant                                    | Allen observe la tour depuis une fenêtre du bâtiment de l'Union des étudiants lorsqu'une balle transverse la vitre, suivie d'une seconde qui se plante dans son bras, sectionnant une artère. |
| Morris Hohman           | 30  | M   | Blessé     | Directeur de pompes funèbres                | Hohman utilise l'ambulance de son travail pour amener les victimes à l'hôpital lorsqu'il est touché par une balle au niveau de la jambe droite. Il avouera plus tard être resté à terre près de 45 min, écoutant deux ouvriers se demander lequel d'entre eux devait aller à découvert pour l'aider. |
| F. L. Forster           |     | M   | Blessé     |                                             | Foster et Frede sont blessés lors de l'échange de tir entre Whitman et les gens en bas de la tour. |
| Robert Frede            |     | M   | Blessé     |                                             | Foster et Frede sont blessés lors de l'échange de tir entre Whitman et les gens en bas de la tour. |
| Della Martinez          |     | F   | Blessée    |                                             | Della et Marina, en visite depuis Monterrey (Mexique), sont touchées par des fragments de balles. |
| Marina Martinez         |     | F   | Blessée    |                                             | Della et Marina, en visite depuis Monterrey (Mexique), sont touchées par des fragments de balles. |
| Delores Ortega          | 30  | F   | Blessée    | Étudiante                                   | Ortega souffre d'une coupure à la base de la tête, venant soit d'un morceau de verre ou d'une balle. |
| C.A. Stewart            |     |     | Blessé     |                                             | Stewart n'est pas touché par une balle mais est blessé lors du mouvement de foule. |

### Réponse de la police
Certaines personnes confondent le bruit des coups de feu avec ceux d'un site de construction pas loin, ou pensent que les personnes tombant à terre font partie d'un groupe de théâtre ou d'une protestation anti-guerre. Une victime raconte alors qu'elle était à terre, saignant, un passant l'a réprimandée et lui a demandé de se relever. Parmi ceux qui comprirent la situation, nombreux sont ceux qui ont risqué leur vie pour aider les blessés. Une voiture blindée et l'ambulance du funérarium local sont utilisées pour récupérer les blessés.
Quatre minutes après le début de l'attaque, un professeur d'histoire est le premier à appeler la Austin Police Department, à onze heures cinquante-deux:38. Le patrouilleur Billy Speed, un des premiers officiers arrivés sur les lieux, trouve refuge avec un collègue derrière un mur à colonnes où il est tué.
L'officier Houston McCoy, 26 ans, apprend la tuerie par sa radio. Alors qu'il cherche un moyen d'entrer dans la tour, un étudiant lui offre son aide, lui disant posséder une arme chez lui. McCoy conduit l'étudiant chez lui pour récupérer l'arme.
Allen Crum, un ancien membre de l'Air Force de 40 ans, travaille dans un magasin de livres. De l'autre côté de la rue, il voit un jeune garçon distribuant les journaux tomber. Apprenant qu'il a été abattu, il sort dans la rue et oblige les gens à quitter les lieux. Incapable de retourner dans son magasin en toute sécurité, il part pour la tour où il offre son aide à la police. À l'intérieur, il accompagne les agents William Cowan et Jerry Day dans l'ascenseur ; Cowan lui confie une arme à feu:176.
Vers midi, l'officier Ray Martinez est chez lui lorsqu'il apprend la fusillade. Après avoir appelé son poste, on lui demande de partir pour le campus pour réguler le trafic aux abords de celui-ci. Une fois sur place, il découvre des officiers déjà en place et part donc pour la tour. Il pense trouver plusieurs membres des forces de l'ordre une fois en haut mais il ne trouve que Cowan, Crum et Day.
Les policiers essayant d'atteindre la tour doivent le faire pas à pas et se mettre à couvert régulièrement mais un petit groupe réussit à atteindre la tour en passant par les tunnels de maintenance. Au sol, des policiers et des civils tirent sur Whitman pour l'obliger à stopper le massacre. Un tireur d'élite de la police dans un petit avion est repoussé par les coups de feu de Whitman mais reste à distance pour distraire Whitman et l'empêcher de faire de nouvelles victimes:38.
Martinez, Crum et Day arrivent au 27e étage où ils trouvent M. J. Gabour ; Day l'aide à quitter les lieux. Martinez commence à monter les marches vers la terrasse d'observation mais est arrêté par Crum qui insiste pour le couvrir ou prendre sa place:39.
Sur les marches donnant sur la réception, Martinez trouve Marguerite Lamport, Mark Gabour, Mike Gabour et Mary Gabour. Mike Gabour fait des signes vers la terrasse, murmurant : « Il est là ! »:39.
Vers 13 h 24, alors que Whitman se tourne à la recherche de la source des coups de feu lancés par inadvertance par Crum, Martinez et McCoy atteignent le coin nord-ouest de la terrasse. Martinez tire sur Whitman, le ratant tandis que McCoy le touche deux fois, le tuant sur le coup. Après la mort de Whitman, Martinez récupère l'arme des mains de McCoy, et vide son chargeur sur Whitman. Peu après, Martinez est presque tué par les policiers en bas de la tour, qui ne se sont pas encore rendu compte que Whitman est mort:124,214-5,.

## Héritage et commémorations
Martinez et McCoy reçoivent la Médaille de la Valeur de la ville d'Austin.
À la suite de la fusillade, la terrasse est fermée. Les trous faits par les balles sont comblés et la tour rouvre en 1968. Elle est de nouveau fermée en 1975 après quatre suicides:289. Après la mise en place d'un treillis en acier inoxydable et d'autres mesures de sécurité, la tour rouvre en 1999 mais seulement pour des visites guidées et tous les visiteurs doivent passer au détecteur de métaux.
En 2006, un jardin commémoratif est dédié aux victimes de la tuerie. Un monument listant les noms des victimes est ajouté en 2016, lors du 50e anniversaire de la tuerie. L'horloge de la tour est arrêtée à 11 h 48 pendant 24 heures. Ce jour est considéré comme le « Ramiro Martinez Day » à Austin.
En 2008, une plaque avec le nom de tous ceux ayant aidé à arrêter Whitman sont ajoutés sur une plaque dans le bâtiment de la police d'Austin.
En 2014, le fils à naître de Claire Wilson reçoit une pierre tombale dans le cimetière d'Austin, après que sa tombe a été redécouverte par Gary Lavergne. Orné d'un simple crucifix, il est écrit « Baby Boy Wilson / 1er août 1966 ».

## Dans la culture populaire

### Cinéma
- Dans le film Targets de Peter Bogdanovich, un des personnages est inspiré de Whitman[38].
- Le film Tower de 2016 est un documentaire animé de la tragédie[39].

### Musique
- La chanson "Sniper" d'Harry Chapin s'inspire de la tuerie[40].
- Kinky Friedman écrit une chanson a propos de la tuerie intitulée 'The Ballad of Charles Whitman'[41].
- La chanson "The Tower" de Insane Clown Posse s'inspire des événements[42].